# B.C. (tira de prensa)
B.C. es una tira de prensa estadounidense creada por el historietista Johnny Hart. Ambientada en la época prehistórica presenta a un grupo de hombres de las cavernas y animales antropomórficos de diferentes eras geológicas. B.C. debutó en los periódicos el 17 de febrero de 1958, y era una de las tiras que durante más tiempo había escrito y dibujado su creador original cuando Hart murió sobre su mesa de dibujo en Nineveh, New York el 7 de abril de 2007.
La tira pasó entonces a manos de Mason Mastroianni (guionista principal y dibujante) y Mick Mastroianni (escritor tanto de B.C. como de la otra creación de Hart, The Wizard of Id), y la hija de Hart, Perri (rotulista y colorista). Los hermanos Mastroianni también crearon una tira original, The Dogs of C Kennel, en 2009.  La distribuye Creators Syndicate. 